# Spilosoma mollicula
Spilosoma mollicula är en fjärilsart som beskrevs av Butler 1877. Spilosoma mollicula ingår i släktet Spilosoma och familjen björnspinnare. Inga underarter finns listade i Catalogue of Life.